# Casino-Kursaal d'Ostende

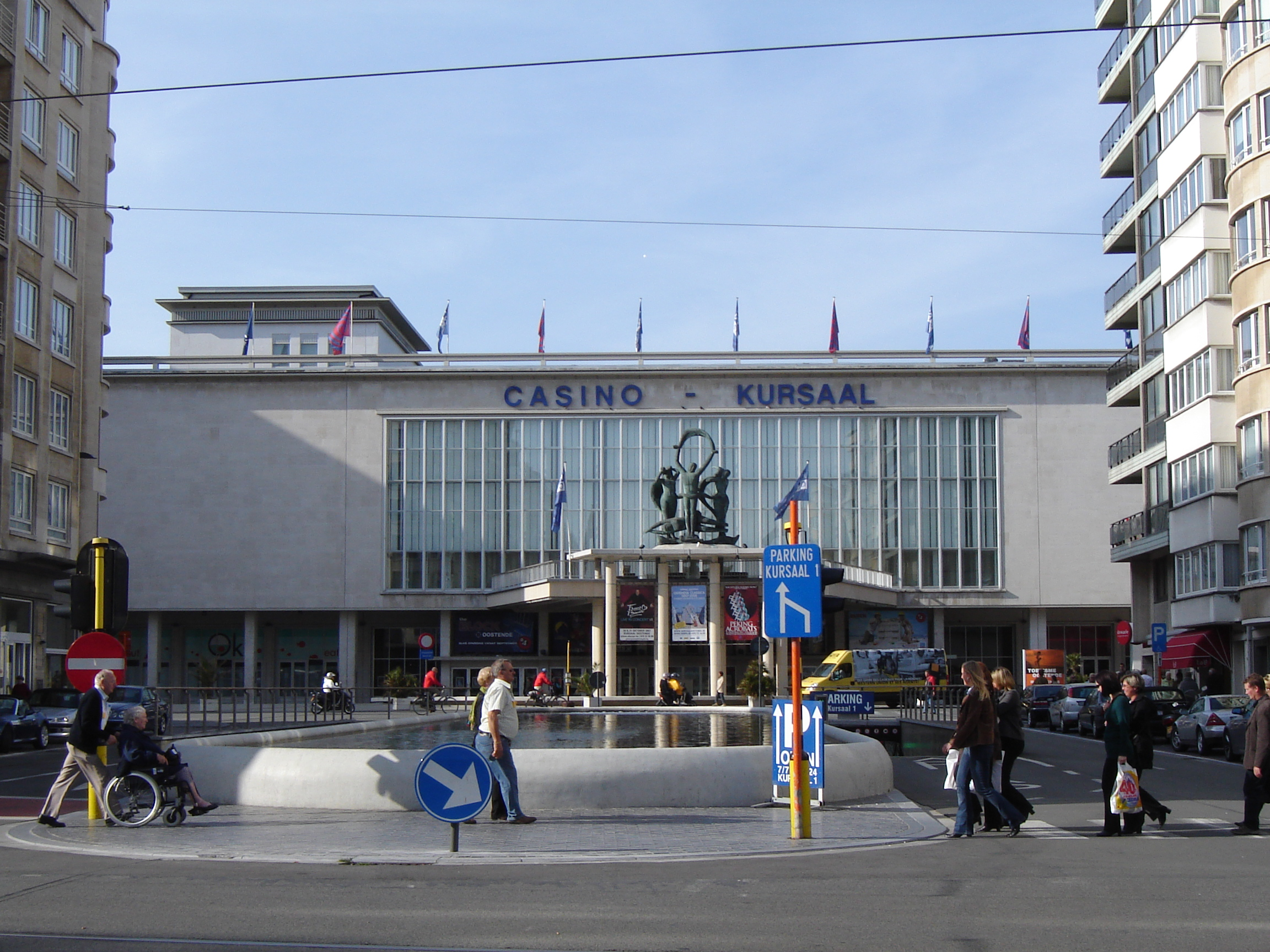
Le Casino-Kursaal depuis l'avenue Léopold II.

Le Casino-Kursaal ou Kursaal Oostende est un kursaal de la ville balnéaire belge d'Ostende. Il est construit en 1950 en pierre de Portland blanche, d'après les plans de l'architecte Léon Stynen. Il est situé sur le digue de mer au bout de l'avenue Léopold II. Le kursaal couvre une superficie d'un hectare, ce qui en fait le plus grand casino d'Europe. La colonnade contient les Quatre éléments en bronze d'Oscar Jespers.

## Histoire du bâtiment

### Premier Kursaal

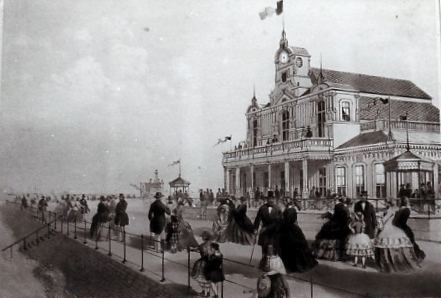
Le premier kursaal, lithographie de 1858 par H. Borremans.

Ostende a eu un casino très tôt. Celui-ci était situé dans l'hôtel de ville selon les plans de l'architecte Tieleman Franciscus Suys (1783-1861), l'architecte de la cour de Guillaume Ier et de Léopold Ier. Il y avait une grande salle, qui était utilisée pour les concerts et les bals. Mais dès 1840, cette pièce est jugée trop petite.  
Un nouveau bâtiment est construit en 1851-1852 et est à part entière un kursaal. Il est achevé en 1852. Le bâtiment, situé Wapenplein, est une initiative du marchand de charbon Louis Vanden Abeele, qui a obtenu une concession pour un casino. Il est conçu par l'éminent architecte Henri Beyaert comme une construction temporaire et facilement démontable, car Ostende était encore une ville fortifiée à cette époque et la digue de mer appartenait au domaine militaire. Le luxueux bâtiment est principalement construit en bois. La salle de concert et de bal, décorée de mosaïques est au centre du bâtiment. Des kiosques hexagonaux pour des concerts en plein air pendant la journée se tenaient de chaque côté d'un patio couvert en saillie. Les deux intérieurs montraient des influences mauresques, tandis que la façade extérieure était éclectique.
Faute d'espace, le Kursaal est rénové en 1858 et 1865. Cette dernière année, une nouvelle salle de fêtes et de concerts, de plus de 800 m², et surmonte d'une verrière est notamment construite.
En 1877, le bâtiment est démoli et reconstruit à Rosendaël, en France, où il a servi encore cinquante ans.

### Deuxième Kursaal

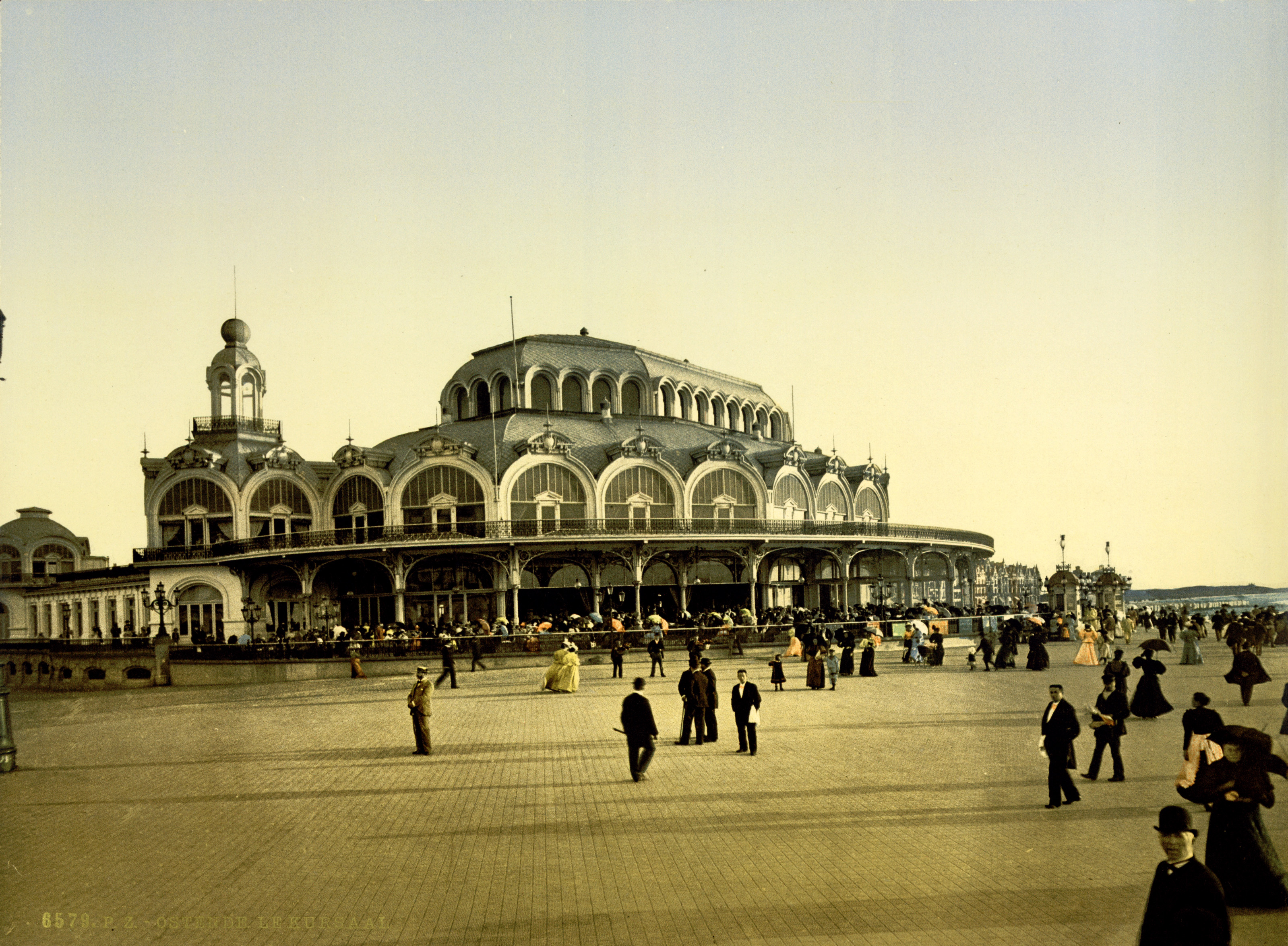
Le deuxième Kursaal, avant les travaux d'adaptation (vers 1895).

Avec le bourgmestre Jean-Ignace Van Iseghem comme initiateur, un nouveau Kursaal est construit en bord de mer. Le nouveau Kursaal est conçu par Félix Laureys (1820-1897) et Joseph Naert. L'extrémité ouest de la digue est choisie comme emplacement. Ce nouvel emplacement est principalement motivé par des décisions politiques afin que les terres adjacentes, qui appartenaient au gouvernement, augmentent considérablement en valeur. Le bâtiment est construit dans un style classique éclectique, avec beaucoup d'ajout de verre et de métal dans les espaces de grande envergure tels que la grande salle de concert. Pendant vingt ans, de nombreux concerts et récitals avec des stars célèbres ont lieu. Mais encore une fois, le bâtiment ne répondait finalement plus aux besoins de l'époque.   

#### Amélioration de l'habitat
Afin de rendre le Kursaal Oostende encore plus attrayant, d'importants travaux de rénovation sont effectués à la fin du XIXe siècle pendant huit hivers par l'architecte Alban Chambon. Entre 1898 et 1906, une partie du bâtiment est démolie et reconstruite chaque année de l'automne au printemps. Le bâtiment pouvait donc toujours être utilisé en haute saison. Ces rénovations sont faites dans la veine d'un éclectisme approfondi aux caractéristiques à la fois occidentales et orientales. En termes d'apparence, le résultat final n'avait que le plan au sol en commun avec son prédécesseur.   
Chambon imagine un intérieur de conte de fées, dans lequel il utilise largement le marbre, le chêne, le granit et la mosaïque. Une galerie couverte est ajoutée à l'avant et un nouveau bâtiment d'entrée à l'arrière.   
Le résultat est somptueux. L'escalier aux décorations hindoues et le dôme byzantin attirent le regard. Il y avait non seulement des salles de jeux, mais aussi une salle de bal, une grande rotonde pour les concerts, une salle de lecture et de correspondance et une salle d'exposition. .
Dans l'entre-deux-guerres, des changements mineurs sont  apportés et un dancing et une discothèque sont ajoutés.

#### Destruction
En 1940, le Kursaal est détruit par les occupants allemands. Ce n'est qu'en 1943, qu'avec les débris, ils commencent la construction d'un poste de tir et d'un complexe de bunkers, intégrés dans leur mur de l'Atlantique.

### Troisième Kursaal
Après la guerre, la reconstruction du Kursaal commence avec Léon Stynen d'Anvers comme architecte. Son design moderniste est choisi en raison des grandes façades en verre bombé face à la mer. Cette conception était un volume rectangulaire avec une extension semi-circulaire qui suit le virage de la digue. Ce Kursaal était plus grand que son prédécesseur.
Avant cela, certaines techniques de construction avancées étaient utilisées. Le bâtiment se composait en grande partie d'un squelette en béton armé et la plupart des murs intérieurs et extérieurs n'avaient aucune fonction porteuse. De l'aluminium est utilisé pour l'encadrement des fenêtres et la taille de ces fenêtre est particulièrement frappante.
La conception originale de 1945 est modifiée plusieurs fois pendant la construction, au grand dam de Stynen.
Dans la conception, Stynen avait déjà pris en compte l'art qui devait décorer le Kursaal. Il s'agit notamment de peintures murales et de statues de Paul Delvaux.
En 1966, la salle principale est entièrement rénovée (sièges en gradins, construction d'une tour de scène) pour rendre la salle également adaptée à l'opéra et au théâtre, fonctions qui jusque-là étaient remplies par le théâtre de l'avenue Van Iseghem qui devait être démoli.
Le Kursaal Oostende est reconnu comme monument protégé en 1998.
Le bâtiment est radicalement rénové en 2003-2004. La grande salle de spectacle reçoit un tout autre aspect et compte alors plus de 2 000 places. Il y a plusieurs salles multifonctionnelles, comme la salle Delvaux, décorée d'une fresque murale de Paul Delvaux, pouvant accueillir 700 visiteurs et la salle d'honneur pouvant accueillir 1 500 fêtards.
Une construction en verre ayant fonction de restaurant est ajoutée sur le toit.
Le casino d'Ostende, une salle de jeux, est situé dans le kursaal, mais l'exploitation en est séparée.